# Balázs Németh
Balázs Németh (Budapest, 12 giugno 1988) è un pilota motociclistico ungherese.

## Carriera
La sua carriera nel motociclismo è iniziata con le minimoto per passare alle competizioni di motociclette nel 2005. La sua prima apparizione in competizioni internazionali è avvenuta in Superstock 1000 FIM Cup nel 2007 dove ha corso tutta la stagione con la Suzuki GSX-R1000 K6 del team Full-Gas Racing, racimolando quattro punti e posizionandosi 30º nella classifica piloti.
Nel 2008 prende parte ad otto gare nel mondiale supersport con una Honda CBR600RR del team Factory Racing come pilota sostitutivo. Non ottiene nessun punto valido per la graduatoria iridata.
Nel 2009 ritorna inizialmente nella Superstock 1000 FIM Cup alla guida della Honda CBR1000RR del team MS Racing II, ma dopo sole due gare viene chiamato, come sostituto di Gábor Talmácsi, dal team Balaton Racing nella classe 250 del motomondiale alla guida di una Aprilia RSW 250 LE. Durante la stagione ha preso il via in 10 occasioni, giungendo a punti in quattro occasioni e concludendo la stagione al 23º posto.
Ritorna nuovamente a competere nel mondiale Supersport del 2011 con la CBR600RR del team Hungary Toth. Miglior risultato stagionale è il settimo posto ottenuto nel Gran Premio di Gran Bretagna a Silvestone. Nel 2012 è nuovamente pilota titolare nel campionato mondiale Supersport, con la stessa moto e lo stesso team della stagione precedente. Compagno di squadra è Imre Tóth. Németh chiude la stagione al ventiduesimo posto con 17 punti ottenuti. Miglior risultato stagionale è il settimo posto ottenuto nel Gran Premio d'Italia a Imola. Nel 2013 partecipa ancora al campionato mondiale Supersport, con la stessa moto delle stagioni precedenti, trasferendosi però al team Complus SMS Racing, con compagno di squadra Fraser Rogers. Non ottiene punti validi per la classifica mondiale.
Nel 2014 si trasferisce nella Superstock 1000 FIM Cup alla guida di una Kawasaki ZX-10R del Team Pedercini. Chiude la stagione al dodicesimo posto con 28 punti ottenuti. Miglior risultato stagionale è il sesto posto ottenuto nel Gran Premio d'Italia a Imola. Nel 2015 è iscritto al primo GP stagionale in Superstock 1000 FIM Cup, con una Kawasaki del team R2 Motor Sport, ma non prende parte alla gara.

## Risultati in gara

### Campionato mondiale Supersport
| 2008 | Moto  |  |  |  |  |  |    |    |    |    |    |    |    |    |  | Punti | Pos. |
| ---- | ----- |  |  |  |  |  | -- | -- | -- | -- | -- | -- | -- | -- |  | ----- | ---- |
| 2008 | Honda |  |  |  |  |  | 16 | 26 | 19 | 23 | 21 | 25 | 19 | 19 |  | 0     |      |

| 2011 | Moto  |    |    |    |    |    |    |  |   |    |     |    |    |  |  | Punti | Pos. |
| ---- | ----- | -- | -- | -- | -- | -- | -- |  | - | -- | --- | -- | -- |  |  | ----- | ---- |
| 2011 | Honda | 14 | 14 | 10 | 14 | 18 | 12 |  | 7 | 10 | Rit | 11 | 10 |  |  | 42    | 15º  |

| 2012 | Moto  |    |   |     |     |     |    |     |    |     |    |    |    |    |  | Punti | Pos. |
| ---- | ----- | -- | - | --- | --- | --- | -- | --- | -- | --- | -- | -- | -- | -- |  | ----- | ---- |
| 2012 | Honda | 21 | 7 | Rit | Rit | Rit | 12 | Rit | 17 | Rit | 20 | 17 | 21 | 12 |  | 17    | 22º  |

| 2013 | Moto  |    |    |     |    |    |     |    |    |     |     |     |    |  |  | Punti | Pos. |
| ---- | ----- | -- | -- | --- | -- | -- | --- | -- | -- | --- | --- | --- | -- |  |  | ----- | ---- |
| 2013 | Honda | NP | 16 | Rit | 22 | 22 | Rit | 16 | AN | Rit | Rit | Rit | 20 |  |  | 0     |      |

| Legenda | 1º posto        | 2º posto            | 3º posto           | A punti      | Senza punti        | Grassetto – Pole position Corsivo – Giro più veloce |
| Legenda | Gara non valida | Non qual./Non part. | Ritirato/Non class | Squalificato | '-' Dato non disp. | Grassetto – Pole position Corsivo – Giro più veloce |

### Motomondiale
| 2009 | Classe | Moto    |  |  |  |  |    |    |  |    |  |     |    |    |    |    |    |    |    |  | Punti | Pos. |
| ---- | ------ | ------- |  |  |  |  | -- | -- |  | -- |  | --- | -- | -- | -- | -- | -- | -- | -- |  | ----- | ---- |
| 2009 | 250    | Aprilia |  |  |  |  | 16 | 18 |  | NE |  | Rit | 14 | 16 | 15 | 16 | 16 | 11 | 13 |  | 11    | 23º  |

| Legenda | 1º posto        | 2º posto            | 3º posto            | A punti      | Senza punti        | Grassetto – Pole position Corsivo – Giro più veloce |
| Legenda | Gara non valida | Non qual./Non part. | Ritirato/Non class. | Squalificato | '-' Dato non disp. | Grassetto – Pole position Corsivo – Giro più veloce |